# Mwape Musonda
Mwape Musonda (Chililabombwe, 24 aprile 1991) è un calciatore zambiano, attaccante dei Black Leopards.

## Statistiche

### Cronologia presenze e reti in nazionale
| Cronologia completa delle presenze e delle reti in nazionale ― Zambia | Cronologia completa delle presenze e delle reti in nazionale ― Zambia | Cronologia completa delle presenze e delle reti in nazionale ― Zambia | Cronologia completa delle presenze e delle reti in nazionale ― Zambia | Cronologia completa delle presenze e delle reti in nazionale ― Zambia | Cronologia completa delle presenze e delle reti in nazionale ― Zambia | Cronologia completa delle presenze e delle reti in nazionale ― Zambia | Cronologia completa delle presenze e delle reti in nazionale ― Zambia |
| Data                                                                  | Città                                                                 | In casa                                                               | Risultato                                                             | Ospiti                                                                | Competizione                                                          | Reti                                                                  | Note                                                                  |
| --------------------------------------------------------------------- | --------------------------------------------------------------------- | --------------------------------------------------------------------- | --------------------------------------------------------------------- | --------------------------------------------------------------------- | --------------------------------------------------------------------- | --------------------------------------------------------------------- | --------------------------------------------------------------------- |
| 10-5-2015                                                             | Lusaka                                                                | Zambia                                                                | 2 – 0                                                                 | Malawi                                                                | Amichevole                                                            | -                                                                     | 55’                                                                   |
| 23-3-2019                                                             | Lusaka                                                                | Zambia                                                                | 4 – 1                                                                 | Namibia                                                               | Qual. Coppa d'Africa 2019                                             | -                                                                     | 64’                                                                   |
| 9-6-2019                                                              | Majadahonda                                                           | Camerun                                                               | 2 – 1                                                                 | Zambia                                                                | Amichevole                                                            | 1                                                                     | 59’                                                                   |
| 16-6-2019                                                             | Marrakech                                                             | Marocco                                                               | 2 – 3                                                                 | Zambia                                                                | Amichevole                                                            | 1                                                                     | 50’                                                                   |
| 19-6-2019                                                             | Abu Dhabi                                                             | Zambia                                                                | 1 – 4                                                                 | Costa d'Avorio                                                        | Amichevole                                                            | -                                                                     | 73’                                                                   |
| 14-11-2019                                                            | Blida                                                                 | Algeria                                                               | 5 – 0                                                                 | Zambia                                                                | Qual. Coppa d'Africa 2021                                             | -                                                                     | 56’                                                                   |
| 19-11-2019                                                            | Lusaka                                                                | Zambia                                                                | 1 – 2                                                                 | Zimbabwe                                                              | Qual. Coppa d'Africa 2021                                             | -                                                                     | 75’                                                                   |
| Totale                                                                |                                                                       | Presenze                                                              | 7                                                                     |                                                                       | Reti                                                                  | 2                                                                     |                                                                       |